# Hijene
Hijene (Hyaenidae) su porodica iz reda zvijeri. Usprkos površnoj sličnosi sa psima, to su ustvari mačkolike zvijeri, koje vjerojatno imaju zajedničko porijeklo s porodicom Viverridae, ili čak potječu od njih. Žive u južnoj i na području zapadne Azije, od Irana preko Bliskog istoka i Arabije do Afrike.

## Način života
Hijene su općenito poznate kao strvinari, i nisu na "dobrom glasu". Tako ih je zoolog Alfred Brehm u 19. stoljeću opisao kao glupe, pakosne i kukavne životinje, i dalje: "Od svih zvijeri, hijene su najružnije građene i najodvratnije, a kad se na to nadoda i opaki karakter, to je dovoljno da ove životinje čini omraženim". Ovakvi su opisi u to vrijeme bili uobičajeni, dajući zapravo vrlo malo podataka o stvarnim osobinama hijena.
Prema današnjim spoznajama, teško je dati bilo kakve podatke o zajedničkim osobinama svih hijena. Dok su prugasta i smeđa hijena doista prije svega strvinari, pjegava hijena aktivno lovi plijen, a hijenski vuk (Proteles cristatus) svojim načinom života potpuno odstupa i od jednih i od drugih, hrani se termitima.

## Anatomija
Obilježje svih hijena je, da su im prednje noge duže od stražnjih, dok kandže ne mogu uvući. Ženke imaju snažno izražene vanjske dijelove spolnog organa: njen klitoris je tako velik, da ga se naziva pseudopenisom. Osim toga, okružen je vrećastim kesicama koje podsjećaju na mošnice mužjaka, tako da se spolovi čak i kod bližeg promatranja jedva mogu razlikovati. Ova anatomska osobitost ranije je dovodila do pretpostavke, da su hijene hermafroditi, što definitivno nije točno.

## Fosilne hijene
Hijene su vrlo stara grupa od kojih je poznato puno više fosilnih nego recentnih vrsta. Najstarijom hijenom smatra se Protictitherium iz miocena, iako izgledom još podsjeća na Viverridae, a živjela je na drveću. Kasniji rod Plioviverrops je nastanjivao i Europu. To je bila još mala hijena specijalizirana za prehranu kukcima. Može se pretpostaviti da su se već u to vrijeme razdvojile linija pravih hijena od Protelinae.
Nakon toga, hijene rastu. Krajem miocena je rod Ictitherium, koji je podsjećao na šakala, živio na području cijele Europe. Postojali su veliki strvinari (Adcrocuta), razbojničke hijene (Lycyaena i Hyaenictis) kao i jedan rod (Chasmaporthetes) koji je dospio do sjeverne Amerike. U pliocenu su većina rodova hijena izumrle, vjerojatno zbog konkurencije uspješnijih pasa. No, pjegave i prugaste hijene su još u pleistocenu živjele u Europi i vjerojatno u vrijeme ledenog doba još sretale europskog čovjeka.

## Sistematika
1. Potporodica Hyaeninae Mivart 1882
  1. Adcrocuta Kretzoi, 1938 †
    1. Adcrocuta eximia (Roth & Wagner, 1854) †

  2. Chasmaporthetes Hay, 1921 †
    1. Chasmaporthetes australis Hendey, 1974 †
    2. Chasmaporthetes borissiaki Khomenko, 1932 †
    3. Chasmaporthetes exitelus Kurtén & Werdelin, 1988 †
    4. Chasmaporthetes honanensis Zdansky, 1924 †
    5. Chasmaporthetes kani Galiano et Frailey, 1977 †
    6. Chasmaporthetes lunensis Del Campana, 1914 †
    7. Chasmaporthetes ossifragus Hay, 1921 †

  3. Crocuta Kaup, 1828
    1. Crocuta brevirostris †
    2. Crocuta crocuta (Erxleben, 1777), pjegava hijena
    3. Crocuta dbaa Geraads 1997 †
    4. Crocuta macrodonta Liu et al. 1978 †
    5. Crocuta sivalensis Falconer & Cautley in Falconer, 1868 †
    6. Crocuta variabilis †

  4. Hyaena Brisson, 1762
    1. Hyaena abronia Hendey 1974 †
    2. Hyaena antiqua Lankester 1864 †
    3. Hyaena brunnea Thunberg, 1820, smeđa hijena
    4. Hyaena donnezani †
    5. Hyaena dubia †
    6. Hyaena hipparionum Gervais 1846 †
    7. Hyaena perrieri †
    8. Hyaena hyaena (Linnaeus, 1758), prugasta hijena

  5. Hyaenictis Gaudry, 1861 †
    1. Hyaenictis preforfex Hendey, 1974 †

  6. Ikelohyaena Werdelin & Solunias, 1991 †
  7. Leecyaena Young & Liu, 1948 †
  8. Pachycrocuta Kretzoi, 1938 †
    1. Pachycrocuta brevirostris †
    2. Pachycrocuta pyrenaica †
    3. Pachycrocuta robusta? †

  9. Palinhyaena Qiu et al., 1979 †
2. Potporodica Ictitheriinae Dietrich, 1927 †
  1. Herpestides de Beaumont, 1967 †
    1. Herpestides aegypticus Morlo et al., 2007 †
    2. Herpestides aequatorialis Schmidt-Kittler, 1987 †
    3. Herpestides antiquus de Blainville, 1842 †
    4. Herpestides compactus Morlo, 1996 †

  2. Ictitherium Wagner, 1848 †
    1. Ictitherium sivalense Lydekker 1877 †

  3. Lycyaena Hensel, 1863 †
  4. Miohyaenotherium Semenov, 1989 †
  5. Plioviverrops Kretzoi, 1938 †
  6. Protictitherium Kretzoi, 1938 †
  7. Thalassictis Nordmann, 1850 †
    1. Thalassictis robusta Gervais 1850

  8. Tungurictis Colbert, 1939 †
3. Potporodica Protelinae
  1. Proteles I. Geoffroy Saint-Hilaire, 1824
    1. Proteles cristata (Sparrman, 1783)
4. ostali rodovi
  1. Allohyaena Kretzoi 1938 †
    1. Allohyaena kadici Kretzoi 1938 †

  2. Belbus Werdelin and Solunias 1991 †
  3. Hyaenictitherium Kretzoi 1938 †
    1. Hyaenictitherium barbarum Geraads 1997 †

  4. Hyaenotherium Semenov 1989 †
  5. Lycyaena Hensel 1863 †
  6. Pliocrocuta Kretzoi 1938 †
    1. Pliocrocuta perrieri Kretzoi 1938 †